# Fosforano

Estructura de un grupo fosforano típico.

En química orgánica, un fosforano es un compuesto químico con fósforo pentavalente. Tiene la estructura general PR5. El hidrocarburo padres es el inestable fosforano PH5 or λ5-fosfano.
Los fosforanos adoptan una geometría molecular bipiramidal trigonal con los dos enlaces apicales más largos que los tres enlaces ecuatoriales. La visión aceptada para el enlace químico que toma lugar es la rehibridación en los orbitales sp3 del fósforo con un dz2 a un nuevo orbital sp3d'. Se considera que el orbital dz2 es muy energético, y teorías alternativas intentan explicar este tipo de enlace de un mejor modo. En un modelo de enlace de tres centros y dos electrones, dos estructuras en resonancia a lo largo del eje apical son X-...P+-X y X-P+...X-.

Los fosforanos del tipo R3P=CR2 con un enlace doble carbono-fósforo, o iluros, son reactivos en la reacción de Wittig, por ejemplo, el metilentrifenilfosforano, o Ph3P=CH2. 
Otros compuestos de fósforo son las fosfinas trivalentes y las sales de fosfonio tetravalentes.